# Palmeirais (ort)
Palmeirais är en ort i Brasilien.   Den ligger i kommunen Palmeirais och delstaten Piauí, i den östra delen av landet, 1 200 km norr om huvudstaden Brasília. Palmeirais ligger 90 meter över havet och antalet invånare är 4 262.
Terrängen runt Palmeirais är huvudsakligen platt. Palmeirais ligger nere i en dal. Runt Palmeirais är det mycket glesbefolkat, med 7 invånare per kvadratkilometer.. Det finns inga andra samhällen i närheten.
Omgivningarna runt Palmeirais är huvudsakligen savann.